# Marcelino Oreja Aguirre
Marcelino Oreja Aguirre (Madrid, 1935) és un jurista, polític i diplomàtic espanyol, que fou Ministre d'Afers Exteriors sota la presidència d'Adolfo Suárez i membre de la Comissió Europea.

## Biografia
Va néixer el 13 de febrer de 1935 a la ciutat de Madrid, fill pòstum de Marcelino Oreja Elósegui. Va estudiar dret a la Universitat de Salamanca, doctorarant-se posteriorment a la Universitat de Madrid. Posteriorment amplià els seus estudis a la Universitat de Bonn, la Universitat de Londres i l'Acadèmia de Dret Internacional de La Haia. El 1958 ingressà a l'Escola Diplomàtica, i a partir de la dècada del 1960 inicià la tasca de docent en aquest centre i a partir de 1971 fou professor a la Universitat Complutense de Madrid.
És membre de la Reial Acadèmia de Ciències Morals i Polítiques, la Reial Acadèmia de Jurisprudència i Legislació i l'Ateneu de Madrid.

## Activitat política

### Política nacional
Vinculat als moviments pròxims a la democràcia cristiana i a la dreta representada per la Unió de Centre Democràtic (UCD) i Aliança Popular (AP), l'any 1976 fou nomenat Ministre d'Afers Exteriors en el segon govern transició, el primer encapçalat per Adolfo Suárez. L'any 1977 no va poder presentar-se a les eleccions segons la normativa vigent, per la qual cosa fou nomenat senador per part del rei Joan Carles I en la Legislatura Constituent, sent confirmat com a Ministre d'Afers Exteriors per Adolfo Suárez, càrrec que va mantenir fins a l'any 1980 i en el qual va aconseguir la signatura de la Declaració Universal dels Drets Humans de les Nacions Unides l'any 1976 i l'ingrés d'Espanya al Consell d'Europa el 1977.
En les eleccions generals de 1979 va ser escollit diputat al Congrés per la província de Guipúscoa a les files de la Unió de Centre Democràtic. Després de la desintegració del seu partit en les eleccions generals de 1982, tot i que ell renovat la seva acta de diputat per la província d'Àlaba, fou nomenat Secretari General del Consell d'Europa el 1984.
En les eleccions generals de 1993 fou escollit novament diputat al Congrés per Àlaba dins les files del PP, escó que abandonà l'abril de 1994 per esdevenir comissari europeu.

### Política europea
En les eleccions europees de 1989 fou escollit eurodiputat en les llistes del Partit Popular i va col·laborar en la redacció del primer esborrany d'una model de Constitució per a la Unió Europea l'any 1993.
L'any 1994 fou nomenat Comissari Europeu de Transports i Energia per part de Jacques Delors i va participar en l'elaboració del Tractat de Maastricht. Posteriorment participà en la Comissió Santer, sent nomenat Comissari de relacions amb el Parlament Europeu, Cultura i política audiovisual. Acabat el seu mandat l'any 1999 va abandonar l'activitat política per a dedicar-se a l'empresa privada.